# Veřejný nepřítel (Griffinovi)
Veřejný nepřítel (v anglickém originále I Never Met the Dead Man) je druhý díl amerického animovaného seriálu Griffinovi, který měl premiéru 11. dubna 1999. Scénář je od Micaela Danteho DiMartino a režisér byl Chris Sheridan.

## Děj
Meg se snaží o řidičský průkaz, ale díky učení Petera, který by se radši díval na seriál Rychlá zvířata, pomalé děti, jí dá třeba učení závodu po červené. Samozřejmě trouba Peter ji po testu, který pokazila musí odvézt domů. Přitom narazí do satelitu pro Quahog. Svede to na Meg a dotoho začne šílet, že nemůže nic vidět. Nakonec to Meg řekne, když nátlak překoná hranici a poté co si Peter dá na krk kus krabice, co vypadá jako televize. Do toho Stewie začne nesnášet brokolici a chce použít ovladač počasí. Jeho pokus udělá bouři. To s tím, že Peter se skamarádí s Williamem Shatnerem. Toho Meg přejede, když ji Lois učí s autem. William zemře a když Peter skončí v nemocnici stane se zase závislý na televizi.